# Halil Altıntop
Halil Altıntop est un ancien footballeur international turc né le 8 décembre 1982 à Gelsenkirchen (Allemagne). 
Il est le frère jumeau d'Hamit Altıntop, milieu du SV Darmstadt 98.

## Biographie

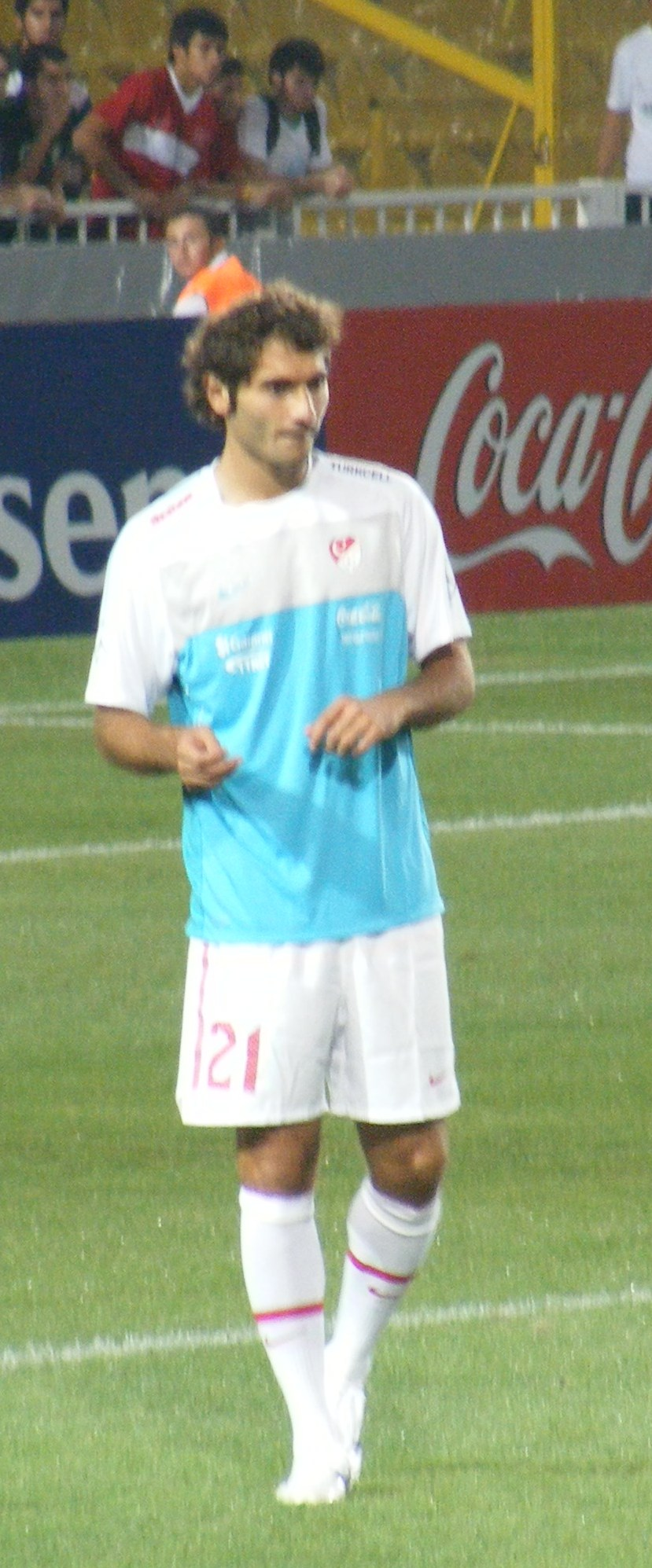
Altıntop avec la Turquie en 2010.

Né et élevé en Allemagne, fils de parents turcs, Halil Altintop a commencé sa carrière professionnelle dans l'équipe locale de SG Wattenscheid 09 avec son frère Hamit. Ses bonnes performances attirent l'attention de beaucoup d'équipes allemandes. Halil choisit alors Kaiserslautern pour s'améliorer encore avant de faire le grand saut alors que son frère rejoint Schalke 04. Lors de la saison 2005-2006, Halil termine troisième meilleur buteur de la Bundesliga avec 20 réalisations. Durant la saison, Halil fait savoir qu'il se sent prêt à partir et signe pour Schalke 04 gratuitement et les rejoindra pour la saison 2006-2007. Durant une saison Halil jouera avec son frère Hamit mais celui-ci signera un pré-contrat avec le Bayern Munich qu'il rejoindra à la fin de la saison.
Halil Altintop n'a pas pu disputer l'Euro 2008, alors qu'il faisait partie des 26 pré-convoqués, Fatih Terim décide de se séparer de lui. Cependant Halil a récupéré sa place en sélection après l'Euro. Lors de la saison 2008-2009, Halil est plus utilisé derrière les attaquants.
Le 28 janvier 2010, ne rentrant pas dans les plans de son entraîneur Felix Magath,  il signe un contrat avec l'Eintracht Francfort jusqu'à la fin de la saison pour se relancer. Celui-ci ne marquera toutefois que 3 buts en 21 matchs. En fin de saison, il décide de s'engager définitivement avec l'Eintracht Francfort.
Arrivé au club de la mer Noire il est replacé derrière les attaquants et a retrouvé la sélection nationale pendant les éliminatoires de l'Euro 2012. Il est considéré du même niveau que son frère Hamit mais pas aussi polyvalent.
Il marque très peu lors de la saison 2012-2013, car il fait partie des remplaçants de "luxe" utilisés par Şenol Güneş.
Il est libre le 28 juin 2013 et s'engage avec le club allemand du FC Augsbourg.
En été 2017, Altintop s'installe en République Tchèque et rejoint le Slavia Prague.
Fin janvier 2018, Altintop est rentré en Allemagne et a rejoint son ancien club, le FC Kaiserslautern. Le 19 juin 2018, il a mis fin à son contrat et à sa carrière active.

## Palmarès

### En Club
- Schalke 04 :
  - Vice-champion de Bundesliga en 2007 et 2010.
  - Finaliste de la Coupe de la Ligue en 2007.
- Trabzonspor :
  - Finaliste de la Coupe de Turquie en 2013.
- Slavia Prague :
  - Vainqueur de la Coupe de Tchéquie en 2018.
  - Vice-champion de HET Liga en 2018.

## Statistiques détaillées

### En club
| Saison                | Club                  | Championnat           | Championnat | Championnat | Coupe nationale | Coupe nationale | Coupe de la Ligue | Coupe de la Ligue | Compétition(s) continentale(s) | Compétition(s) continentale(s) | Compétition(s) continentale(s) | Turquie | Turquie | Total | Total |
| Saison                | Club                  | Division              | M.          | B.          | M.              | B.              | M.                | B.                | Comp.                          | M.                             | B.                             | M.      | B.      | M.    | B.    |
| 2000-2001             | Wattenscheid          | 3                     | 14          | 5           | -               | -               | -                 | -                 | -                              | -                              | -                              | -       | -       | 14    | 5     |
| 2001-2002             | Wattenscheid          | 3                     | 34          | 14          | -               | -               | -                 | -                 | -                              | -                              | -                              | -       | -       | 34    | 14    |
| 2002-2003             | Wattenscheid          | 3                     | 33          | 16          | -               | -               | -                 | -                 | -                              | -                              | -                              | -       | -       | 33    | 16    |
| Sous-total            | Sous-total            | Sous-total            | 81          | 35          | -               | -               | -                 | -                 | -                              | -                              | -                              | -       | -       | 81    | 35    |
| 2003-2004             | Kaiserslautern        | 1                     | 27          | 2           | 1               | 0               | -                 | -                 | C3                             | 1                              | 0                              | -       | -       | 29    | 2     |
| 2004-2005             | Kaiserslautern        | 1                     | 30          | 6           | 1               | 0               | -                 | -                 | -                              | -                              | -                              | 2       | 1       | 33    | 7     |
| 2005-2006             | Kaiserslautern        | 1                     | 34          | 20          | 2               | 1               | -                 | -                 | -                              | -                              | -                              | 8       | 2       | 44    | 23    |
| Sous-total            | Sous-total            | Sous-total            | 91          | 28          | 4               | 1               | -                 | -                 | -                              | 1                              | 0                              | 10      | 3       | 106   | 32    |
| 2006-2007             | Schalke 04            | 1                     | 34          | 6           | 2               | 1               | 2                 | 1                 | C3                             | 2                              | 0                              | 4       | 0       | 44    | 8     |
| 2007-2008             | Schalke 04            | 1                     | 25          | 6           | 2               | 0               | 3                 | 1                 | C1                             | 7                              | 0                              | 6       | 2       | 43    | 9     |
| 2008-2009             | Schalke 04            | 1                     | 31          | 4           | 4               | 1               | -                 | -                 | C1+C3                          | 2+6                            | 0+2                            | 8       | 2       | 51    | 9     |
| 2009-2010             | Schalke 04            | 1                     | 6           | 0           | 3               | 1               | -                 | -                 | -                              | -                              | -                              | 3       | 1       | 12    | 2     |
| Sous-total            | Sous-total            | Sous-total            | 96          | 16          | 11              | 3               | 5                 | 2                 | -                              | 17                             | 2                              | 21      | 5       | 150   | 28    |
| 2010                  | Eintracht Francfort   | 1                     | 15          | 3           | 0               | 0               | -                 | -                 | -                              | -                              | -                              | 2       | 0       | 17    | 3     |
| 2010-2011             | Eintracht Francfort   | 1                     | 34          | 0           | 3               | 2               | -                 | -                 | -                              | -                              | -                              | 3       | 0       | 40    | 2     |
| Sous-total            | Sous-total            | Sous-total            | 49          | 3           | 3               | 2               | -                 | -                 | -                              | -                              | -                              | 5       | 0       | 57    | 5     |
| 2011-2012             | Trabzonspor           | 1                     | 34          | 5           | 1               | 0               | -                 | -                 | C1+C3                          | 7+3                            | 1+0                            | 1       | 0       | 46    | 6     |
| 2012-2013             | Trabzonspor           | 1                     | 27          | 7           | 10              | 2               | -                 | -                 | C3                             | 2                              | 0                              | -       | -       | 39    | 9     |
| Sous-total            | Sous-total            | Sous-total            | 61          | 12          | 11              | 2               | -                 | -                 | -                              | 12                             | 1                              | 1       | 0       | 85    | 15    |
| 2013-2014             | FC Augsbourg          | 1                     | 34          | 10          | 3               | 1               | -                 | -                 | -                              | -                              | -                              | -       | -       | 37    | 11    |
| 2014-2015             | FC Augsbourg          | 1                     | 31          | 3           | 1               | 0               | -                 | -                 | -                              | -                              | -                              | -       | -       | 32    | 3     |
| 2015-2016             | FC Augsbourg          | 1                     | 9           | 0           | 2               | 0               | -                 | -                 | C3                             | 3                              | 1                              | -       | -       | 14    | 1     |
| Sous-total            | Sous-total            | Sous-total            | 71          | 13          | 6               | 1               | -                 | -                 | -                              | 3                              | 1                              | -       | -       | 80    | 15    |
| Total sur la carrière | Total sur la carrière | Total sur la carrière | 449         | 107         | 35              | 9               | 5                 | 2                 | -                              | 33                             | 4                              | 37      | 8       | 559   | 130   |

### Buts en sélection
| Buts (8) en sélection de Halil Altıntop | Buts (8) en sélection de Halil Altıntop | Buts (8) en sélection de Halil Altıntop        | Buts (8) en sélection de Halil Altıntop | Buts (8) en sélection de Halil Altıntop | Buts (8) en sélection de Halil Altıntop | Buts (8) en sélection de Halil Altıntop |
|                                         | Date                                    | Lieu                                           | Adversaire                              | Score                                   | Résultat                                | Compétition                             |
| --------------------------------------- | --------------------------------------- | ---------------------------------------------- | --------------------------------------- | --------------------------------------- | --------------------------------------- | --------------------------------------- |
| 1.                                      | 8 juin 2005                             | Almaty Central Stadium, Almaty (Kazakhstan)    | Kazakhstan                              | 5-0                                     | 6-0                                     | Éliminatoires Coupe du monde 2006       |
| 2.                                      | 8 octobre 2005                          | Atatürk Olimpiyat Stadyumu, Istanbul (Turquie) | Allemagne                               | 1-0                                     | 2-1                                     | Match amical                            |
| 3.                                      | 2 juin 2006                             | GelreDome, Arnhem (Pays-Bas)                   | Angola                                  | 3-2                                     | 3-2                                     | Match amical                            |
| 4.                                      | 8 septembre 2007                        | Ta' Qali Stadium, Ta' Qali (Malte)             | Malte                                   | 1-1                                     | 2-2                                     | Éliminatoires Euro 2008                 |
| 5.                                      | 12 septembre 2007                       | İnönü Stadyumu, Istanbul (Turquie)             | Hongrie                                 | 3-0                                     | 3-0                                     | Éliminatoires Euro 2008                 |
| 6.                                      | 20 août 2008                            | İsmet Paşa Stadyumu, İzmit (Turquie)           | Chili                                   | 1-0                                     | 1-0                                     | Match amical                            |
| 7.                                      | 2 juin 2009                             | Kadir Has Stadyumu, Kayseri (Turquie)          | Azerbaïdjan                             | 1-0                                     | 2-0                                     | Match amical                            |
| 8.                                      | 14 octobre 2009                         | Atatürk Stadyumu, Bursa (Turquie)              | Arménie                                 | 1-0                                     | 2-0                                     | Éliminatoires Coupe du monde 2010       |